# André Carpentier
Pour les articles homonymes, voir Carpentier.
André Carpentier, né le 29 octobre 1947 à Montréal, est un nouvelliste et romancier québécois.

## Biographie
Il détient un baccalauréat (1971) et une maîtrise en études littéraires (1973) de l'Université du Québec à Montréal ainsi qu'un doctorat en études françaises de l'Université de Sherbrooke,.
En 1974, il fait partie de l'équipe de la revue de bandes dessinées québécoise L'Écran. En 1975, il agit à titre d'adjoint à la direction du Pavillon de l'humour de l'exposition Terre des Hommes.
De 1986 à 2012, il a enseigné la création littéraire à titre de professeur au Département d'études littéraires de l'Université du Québec à Montréal.
Il a été animateur et critique littéraire à la radio FM de Radio-Canada.

## Œuvre
Au début de sa carrière, André Carpentier s'intéresse à la bande dessinée et dirige un collectif, paru en 1975 dans la La Barre du jour, intitulé La bande dessinée kébécoise. Cet ouvrage a pour objectif de faire un état des lieux de ce médium mal connu, à l'époque, et de présenter les conditions matérielles, souvent difficiles, liées à cette forme littéraire dans un contexte francophone minoritaire.
Sa posture de chercheur et de créateur touche au romanesque et particulièrement aux formes brèves (nouvelle littéraire, carnet, journal d'écrivain), souvent considérées comme mineures, ainsi qu'au genre du fantastique. Une partie de son oeuvre, de 2005 à 2023, est marquée par la posture de l'écrivain-flâneur qui donne lieu à quatre carnets présentant de courts récits ou scènes de la quotidienneté,,,.

### Romans et récits
- Alex et Nicola, suivi de Mémoires d'Axel, 1973
- L'aigle volera à travers le soleil, 1975
- Du pain des oiseaux, 1982
- Carnet sur la fin possible du monde, 1992
- La Renouée des oiseaux, 1999
- Gésu retard, 1999
- Mendiant de l'infini, 2002
- Ruelles, jours ouvrables: flâneries en ruelles montréalaises, 2005
- Dylanne et moi, 2012
- Moments de parcs, 2016
- Rendez-vous avec la rue, 2023

### Recueils de nouvelles
- Rue Saint-Denis, 1978 (nouvelles fantastiques)
- Contes et récits d'aujourd'hui, 1987 (en collaboration)
- De ma blessure atteint, et autres détresses, 1992
- Le Cri du poisson et autres esquisses, 2020

Collectifs
- La bande dessinée kébécoise (dans La Barre du jour), 1975

### Essais
- Ruptures. Genres de la nouvelle et du fantastique, 2007

### Autres publications
- Hogarth, 1975
- Journal de mille jours - carnets 1983-1986, 1988

## Prix et honneurs
- 1983: Prix Boréal, Du pain des oiseaux
- 2021: finaliste pour le Prix Adrienne-Choquette, Le cri du poisson et autres esquisses[11]